# Formica sepulta
Espèce
Formica sepulta est une espèce fossile d'insectes hyménoptères fourmi du genre Formica dans la tribu des Formicini.

## Classification
L'espèce Formica sepulta est décrite en 1937 par le paléontologue français Nicolas Théobald (1903-1981) dans sa thèse,. 

### Fossiles
L'holotype Am5 femelle, de l'ère Cénozoïque, et de l'époque Oligocène (33,9 à 23,03 Ma.) vient des collections du Muséum national d'histoire naturelle de Paris et du gypse d'Aix-en-Provence. Il a un cotype A31 mâle venant des collections de l'institut Géologique de Lyon et même lieu géographique d'Aix-en-Provence.
Il a aussi un échantillon R691 de la collection Mieg, collection conservée au Musée d'histoire naturelle de Bâle. Ce spécimen proviennent du gisement de Kleinkembs éocène, dans le Bade-Wurtemberg, au sud de la frontière franco-allemande du Rhin.

### Confirmation du genreFormica
L'espèce Formica sepulta est confirmée dans le genre Formica en 2012 par le myrmécologue anglais Barry Bolton (1938-)

### Étymologie
L'épithète spécifique latine sepulta signifie « enterrée ».

## Description

### Caractères
La diagnose de Nicolas Théobald en 1937, : Pour l'holotype femelle R386 

« Insecte de teinte brun foncé, portant encore des taches noires sur la tête et le thorax et qui, à l'origine, a du être noir. tête de forme trapézoïdale, plus large à l'arrière qu'à l'avant, arrondie sur les angles; yeux assez gros sur A31 (♂), plus petits sur Am5 (♀); mandibules faibles, à peine saillantes; antennes coudées, insérées en avant des yeux; scape court. Cou net. thorax ovale, plus large que la tête; pronotum non visible de la face dorsale; mésonotum bien développé. Pétiole court, formé d'un seul segment transversal. abdomen globuleux, subsphérique, légèrement étiré aux deux extrémités, 5 segments sur Am5, 6 segments visibles sur A31. pattes grêles, assez longues. Ailes transparentes; le n° Am5 n'en conserve qu'un fragment; le n° A31 monter la partie basale des 4 ailes. Il y a d'ailleurs une légère dissymétrie dans la nervation des ailes des deux côtés de A31; une cellule discoïdale losangique fermée; une cellule cubitale fermée; stigma noir, court, de forme triangulaire. ».

### Dimensions
La longueur totale est de 3,5-4 mm.

### Affinités
« Cette très belle fourmi semble être représentée aussi dans l'Oligocène d'Alsace.
L'échantillon du Museum de Paris porte l'indication Formica sepulta ♀ Saussurre. A notre connaissance, cette espèce de Saussure n'a jamais été publiée. ».

## Galerie
- Formica sepulta en 1937 selon Nicolas Théobald éch. R691, Hyménoptères du Stampien d'Aix-en-Provence.'
- Formica sepulta éch. R691 .

- Quelques images de l'espèce vivante Formica rufa.
- Formica rufa, ouvrière
- Formica rufa, ouvrière
- Formica rufa, ouvrière
- Formica rufa fourmilière
- Ouvrières dans leur fourmilière
- Ouvrière, sur mûrier
- Ouvrières, sur mûrier
- Ouvrières transportant un ver
- Dôme construit contre un tronc d'arbre

### Publication originale
- [1937] Nicolas Théobald, « Les insectes fossiles des terrains oligocènes de France 473 p., 17 fig., 7 cartes,13 tables, 29 planches hors texte », Bulletin Mensuel de la Société des Sciences de Nancy et Mémoires de la Société des sciences de Nancy, Imprimerie G. Thomas,‎ 1937, p. 1-473 (ISSN 1155-1119 et 2263-6439, OCLC 786027547). .